# 萬卡皮區

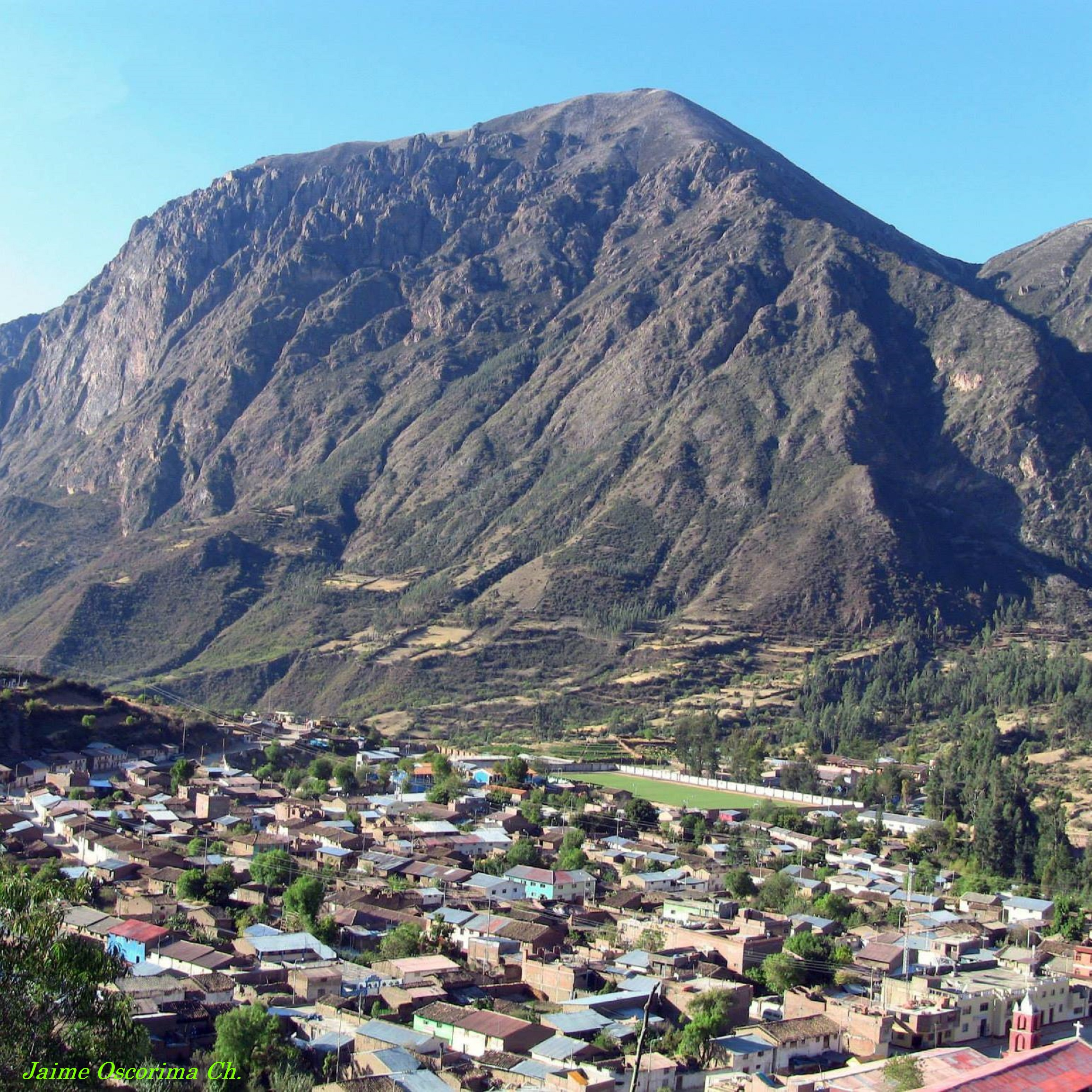
秘魯萬卡皮區的景觀

13°45′13″S 74°04′14″W / 13.7535°S 74.0705°W
萬卡皮區（西班牙語：Distrito de Huancapi），是秘魯的一個區，位於該國中南部阿亞庫喬大區的維克托法哈多省，始建於1920年8月16日，面積223.4平方公里，海拔高度3,081米，2005年人口2,460，人口密度每平方公里11人。